# Istituto di istruzione superiore Verona Trento
L'Istituto di istruzione superiore Verona Trento è una scuola secondaria di secondo grado della città di Messina.

## Storia
Fu fondata nel 1877, sotto il nome scuola di “Arti e Industrie”, ad opera del Circolo dei Commercianti di Messina. Inizialmente l'istituto fu provvisoriamente ospitato nei locali dell'ex convento di Sant'Andrea Avellino e in seguito stabilito in via della Rovere n° 75. Nel 1884 la scuola venne riconosciuta dallo stato, mutando denominazione in “Scuola di Arti e Mestieri”. Cinque anni più tardi vennero installate un'officina meccanica, una falegnameria e un laboratorio di elettrotecnica. 
Il 28 dicembre 1908, Messina fu colpita da un violento terremoto che rase al suolo molti edifici, il plesso di via della Rovere non fu risparmiato. Ad occuparsi della ricostruzione dell'istituto fu il Comitato Veneto-Trentino, il quale ottenne dall'allora sindaco di Messina, Antonino Martino, in concessione un'area di via Giuseppe Natoli per l'edificazione del nuovo plesso. Il primo dicembre 1909 avvenne la riapertura, mentre l'inaugurazione si svolse l'undici del mese seguente. La scuola assunse la nuova denominazione di Regia Scuola Industriale “Verona Trento”, in segno di riconoscimento verso le due città che più si erano impegnate nella ricostruzione, inoltre, dietro l'edificio principale furono edificati due padiglioni dedicati alle città di Vicenza e Venezia. 
Nel 1917 la scuola venne elevata a Istituto Industriale di 2º e 3º grado, con sezioni di meccanica ed elettronica e nel 1922 venne anche aggiunta la sezione Edile.
Nel 1943, nel corso del secondo conflitto mondiale, la scuola fu bombardata e rasa al suolo. Fu quindi riedificata nell'area dell'ex stazione tranviaria di via Ugo Bassi, dove è sita oggigiorno.

## L'Istituto

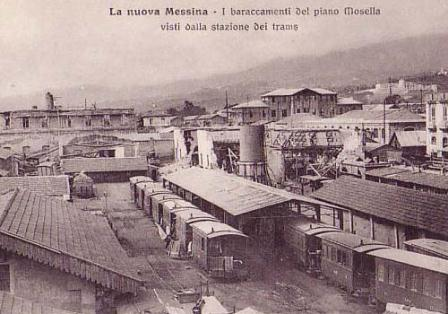
Area dove oggi sorge la scuola in una foto d'epoca ritraente il vecchio deposito tranviario

L'Istituto dispone di due sedi: quella centrale di via Ugo Bassi, dove è concentrato il settore tecnologico e quella del Majorana, sita in viale Giostra, riservata al settore professionale.
La sede principale è composta da due ale principali sul lato di via Ugo Bassi e da edifici secondari sul lato di via Natoli dove è disposta la maggior parte dei laboratori, la palestra principale, la presidenza, la biblioteca e l'aula magna Giuseppe Smiroldo. È anche presente una cupola geodetica con un campo di calcetto.

### L'offerta formativa
L'offerta formativa del settore tecnologico si articola in “Informatica e telecomunicazioni”, “Grafica e comunicazione”, “Chimica, materiali e biotecnologie”, “Elettronica ed elettrotecnica”, “Costruzioni, ambiente e territorio” e “Meccanica, meccatronica ed energia”, mentre per il settore professionale solo in “Manutenzione e assistenza tecnica”.

### Progetti e attività culturali
L'istituto offre ai propri studenti varie attività che comprendono percorsi per le competenze trasversali e l'orientamento e la partecipazione a corsi e concorsi interscolastici (Zero Robotics, Digital Math Training, Astro Pi, Nao Challenge, …). Tra i vari progetti eseguiti negli anni, vi è la creazione di un modellino della Real Cittadella di Messina ad opera degli studenti della sezione edile.